# Portugiesische Badmintonmeisterschaft 2018
Die Portugiesische Badmintonmeisterschaft 2018 fand vom 26. bis zum 27. Mai 2018 in Caldas da Rainha statt. Es war die 61. Austragung der nationalen Titelkämpfe in Portugal.

## Medaillengewinner
| Disziplin    | Gold                                 | Silber                        | Bronze                              |
| ------------ | ------------------------------------ | ----------------------------- | ----------------------------------- |
| Herreneinzel | Bernardo Atilano                     | Bruno Carvalho                | Alexandre Paixão                    |
| Herreneinzel | Bernardo Atilano                     | Bruno Carvalho                | Ricardo L. Silva                    |
| Dameneinzel  | Sofia Setim                          | Sónia Gonçalves               | Adriana F. Gonçalves                |
| Dameneinzel  | Sofia Setim                          | Sónia Gonçalves               | Catarina M. Martins                 |
| Herrendoppel | Bruno Carvalho Tomás Nero            | Fernando Silva Hugo Rodrigues | Daniel Mendes Marco Jorge           |
| Herrendoppel | Bruno Carvalho Tomás Nero            | Fernando Silva Hugo Rodrigues | Ricardo J. Silva Rúben Vieira       |
| Damendoppel  | Adriana F. Gonçalves Sónia Gonçalves | Joana Lopes Mariana Chang     | Alice Silva Ana Reis                |
| Damendoppel  | Adriana F. Gonçalves Sónia Gonçalves | Joana Lopes Mariana Chang     | Catarina Cristina Daniela Conceição |
| Mixed        | Bernardo Atilano Mariana Chang       | Duarte N. Anjo Sofia Setim    | Ângelo Silva Catarina Cristina      |
| Mixed        | Bernardo Atilano Mariana Chang       | Duarte N. Anjo Sofia Setim    | Bruno Carvalho Sónia Gonçalves      |